# Alina Kabàieva
Alina Maràtovna Kabàieva (en tàtar: Älinä Marat küzü Kabayeva; en rus: Алина Маратовна Кабаева) (Taixkent, Unió Soviètica 1983) és una gimnasta russa, ja retirada. Mesura 166 cm i pesa 48 kg, i destaca per la seva extremada flexibilitat natural. Alina és la més reeixida gimnasta rítmica de Rússia i una de les més condecorades de la història d'aquest esport.

## Biografia
Va néixer el 12 de maig de 1983 a la ciutat de Taixkent, ciutat que en aquells moments formava part de la República Socialista Soviètica de l'Uzbekistan (Unió Soviètica) i que avui en dia forma part de l'Uzbekistan. Després del Col·lapse de la Unió Soviètica aconseguí la nacionalitat russa.

## Carrera esportiva
Va començar a practicar gimnàstica rítmica a Taixkent el 1987 a l'edat de 4 anys. La seva primera entrenadora va ser A. Malkin. El seu pare era un professional del futbol i la família el va seguir per diversos llocs de l'Uzbekistan, del Kazakhstan i de Rússia. Al principi, no va agradar a molts entrenadors perquè la trobaven massa "pesant" i "lletja" per dedicar-se a la gimnàstica rítmica; cap d'ells va semblar considerar-la una gimnasta que destaqués en res. Molt jove es va traslladar a Rússia on la seva mare la va portar a l'entrenadora russa Irina Viner, a qui va agradar des del principi.
| «             | No podia creure el que veien els meus ulls quan la vaig veure per primera vegada. La noia tenia una rara combinació de dues qualitats crucials en la gimnàstica rítmica: flexibilitat i agilitat. | » |
| — Irina Viner | |   |

Va romandre amb Viner i des de llavors va obtenir títol rere de títol. Va debutar internacionalment l'any 1996 i, el 1998, als 15 anys va tenir una sorprenent victòria en els Campionats d'Europa celebrats a Portugal, sent la més jove d'un equip amb reputades estrelles com Amina Zaripova. El 1999 va ser campiona europea per segon any consecutiu i va obtenir el títol mundial a Osaka (Japó). Va acabar guanyant cinc campionats europeus i un mundial el 2003 a Budapest (Hongria).
Als Jocs Olímpics d'Estiu de 2000 realitzats a Sydney (Austràlia), ningú dubtava que aconseguiria l'or, però en la seva segona intervenció va ocórrer l'inesperat, li va caure el cèrcol i va haver de sortir a buscar-lo fora de l'àrea d'exercicis. Va acabar guanyant la medalla de bronze amb una puntuació final de 39.466 (corda 9.925, cèrcol 9.641, pilota 9.950, cinta 9.950).
En els Jocs de Bona Voluntat de 2001, celebrats a Brisbane (Austràlia) va guanyar la medalla d'or en pilota, maces i corda, i la de plata al concurs individual i cèrcol. Alina i la seva companya d'equip, Irina Cháshchina, van donar positiu en un diürètic prohibit (furosemida), i se'ls van treure les medalles.
Irina Viner, entrenadora de l'equip rus que també actuava com a vicepresidenta del Comitè Tècnic de Gimnàstica Rítmica del FIG, va dir que totes les seves gimnastes havien estat prenent un suplement dietètic anomenat 'Hyper' que contenia diürètic i que, segons Viner, les gimnastes el prenien per la síndrome premenstrual. Quan van quedar-se'n sense, poc abans dels Jocs de Bona Voluntat, el fisioterapeuta de l'equip en va comprar en una farmàcia local. Segons Viner, el suplement que els van vendre era fals i contenia furosemida. La comissió va demanar al comitè organitzador dels Jocs que anul·lés els resultats de Kabáyeva i Cháshchina. El FIG també va anul·lar els seus resultats dels Campionats Mundials de Madrid, de manera que la ucraïnesa Tamara Yerofeeva va ser declarada campiona de 2001.
En els Jocs Olímpics d'Estiu de 2004 realitzats a Atenes (Grècia) va guanyar la medalla d'or, amb una puntuació de 108.400 (cèrcol 26.800, pilota 27.350, maces 27.150, cinta 27.100), i la medalla de plata va ser per la seva companya d'equip Irina Cháshchina.
Alina destaca en la gimnàstica rítmica per la seva gran flexibilitat, originalitat i agilitat. A més ha fet en diverses ocasions de model en revistes, publicitat, pel·lícules i ha desfilat en passarel·les de moda. Actualment i, des de fa ja molts anys, és entrenada per Irina Viner; la prestigiosa i multimilionària entrenadora russa.
L'octubre de 2004 Alina va anunciar la seva retirada de l'esport, 2 però, el juny de 2005 l'entrenadora russa Irina Viner va anunciar un possible retorn. Alina va tornar en una competició amistosa entre Itàlia i Rússia disputada a Gènova, el 10 de setembre de 2005. El 5 de març de 2006, Alina va obtenir el primer lloc en el Gazprom Moscow Grand Prix, amb compatriotes russes com Vera Sessina i Olga Kapranova en segon i tercer lloc.

## Carrera política
Des de 2005 Kabàieva és membre de la Cambra Pública de Rússia (Общественная палата), òrgan consultiu, i entre 2007 i 2014 fou membre de la Duma Estatal en representació del partit de Putin, Rússia Unida. Essent diputada votà a favor de lleis molt controvertides, com la prohibició a famílies estatunidenques d'adoptar infants russos, com la prohibició d'informar els menors sobre l'homosexualitat (informació considerada oficialment com a propaganda de l'homosexualitat) i com la reforma de l'Acadèmia Russa de Ciències (forçada contra la voluntat dels membres i de la comunitat científica russa).
Des del 2014 Kabàieva és membre del consell directiu del grup mediàtic més important de la Federació Russa, el Grup Mediàtic Nacional. Arran d'això Kabàieva ha estat criticada per manca d'experiència en aquest camp, i també pel salari summament elevat que hi percep.

## Vida personal
Kabàieva es va comprometre amb el policia David Musseliani el 2004, amb qui mantenia una relació des del 2002; però es van separar el 2005.
L'abril de 2008, el Moskóvskiï Korrespondent afirmà que Kabàieva mantenia una relació amorosa amb el president rus Vladímir V. Putin. La història fou negada oficialment, i el diari fou tancat.
Des de llavors, s'ha especulat força sobre la presumpta relació entre Kabàieva i Putin, incloent-hi la possibilitat que tinguin fills comuns. El juliol de 2013, Kabàieva negà tenir fills. El març de 2015 es va informar que havia donat a llum una filla a l'hospital de luxe de Saint Ann, al Tessí (Suïssa). El 2019 donà a llum dos fills bessons a la clínica de maternitat Kulakov de Moscou.
D'origen volgotàrtar, fins al 2002 Kabàieva era musulmana practicant. El 2003 s'informà que s'havia convertit al cristianisme ortodox.